# Bernarda Ćutuk
Bernarda Ćutuk (ur. 22 grudnia 1990 w Zagrzebiu) – chorwacka siatkarka, reprezentantka kraju, grająca na pozycji środkowej. Od sezonu 2016/2017 występuje w czeskiej drużynie SK UP Ołomuniec.

## Sukcesy klubowe
Mistrzostwo Chorwacji:
- 2012
- 2010

Puchar Chorwacji:
- 2012

Puchar Czech:
- 2017

Mistrzostwo Czech:
- 2019
- 2017, 2018

MEVZA:
- 2018

## Sukcesy reprezentacyjne
Igrzyska Śródziemnomorskie:
- 2013